# Els nàufrags (Santiago Rusiñol)
Els nàufrags és un drama en tres actes de Santiago Rusiñol, estrenat per primera vegada al teatre Novedades de Barcelona, la nit del 13 d'octubre de 1917, sota la direcció d'Enric Borràs.

## Repartiment de l'estrena
- Irena: Assumpció Casals
- Cristina: Antònia Baró[2]
- Daniel: Enric Borràs
- Valentí: Pius Daví
- Martí: August Barbosa
- Nasi: Vicent Daroqui
- Ramon: Ramon Tort